# Puente Al Maktoum
El Puente Al Maktoum (en árabe: جسر آل مكتوم) es un puente que cruza el arroyo Dubái en Dubái, Emiratos Árabes Unidos. Es uno de los cinco pasos en el arroyo.
El puente Al Maktoum fue el primer puente en Dubái. Abrió al público en 1963. Este puente permitió a la gente a cruzar de Bur Dubái a Deira, o viceversa, sin necesidad de utilizar un ferry llamado Abra o ir todo el camino alrededor del arroyo Dubái. Para pagar por la construcción del puente, un peaje se aplicó a los vehículos que cruzaban el arroyo que va de Deira de Bur Dubái. No hubo peaje para las personas que viajaban en la otra dirección. Una vez que el puente fue totalmente pagado en 1973, se eliminó el peaje.